# Hymenophyllopsis dejecta
Hymenophyllopsis dejecta là một loài dương xỉ trong họ Cyatheaceae. Loài này được Baker K.I. Goebel mô tả khoa học đầu tiên năm 1929.